# Pinyin (Cameroun)
Pour les articles homonymes, voir Pinyin (homonymie).
Pinyin est une localité du Cameroun située dans l’arrondissement (commune) de Santa, dans le département de Mezam et dans la Région du Nord-Ouest.
Pinyin est le plus grand village de l’arrondissement, tant en nombre d'habitants qu’en superficie, qui couvre un territoire d’environ 750 km2. C'est aussi le siège d'une chefferie traditionnelle de 2e degré.

## Emplacement
Le village de Pinyin est situé à environ 45 km de Bamenda, le chef-lieu de la Région du Nord-Ouest et à environ 267 km de distance de Yaoundé, la capitale du Cameroun. L’aéroport le plus proche est celui de Bamenda, situé à environ 29 km, au nord du village.

## Population
Ce sont principalement des Ngemba.

Lors du recensement de 2005, on a dénombré 19 398 habitants à Pinyin, dont 8 976 hommes et 10 422 femmes.

## Institutions publiques

### Établissement de santé
Pinyin possède un établissement de santé sur son territoire, le Centre médical intégré de Pinyin.

### Établissements scolaires
Pinyin possède une école maternelle sur son territoire, l’école maternelle publique Ntoh Pinyin Central.
Pinyin possède également trois écoles primaires publiques : l’école primaire publique Ngali Pinyin, fréquentée par environ 600 élèves ; l’école primaire publique Ntoh Pinyin Central, fréquentée par environ 800 élèves; et l’école primaire presbytérienne Ntoh Pinyin Central.
Enfin, Pinyin possède deux écoles secondaires sur son territoire : l’école secondaire publique Ndapang et l’école publique technique Tsigali Pinyin.

## Religion
Les habitants de Pinyin sont majoritairement chrétiens, de confession protestante. 

## Histoire contemporaine
En 2018, dans le contexte de la crise anglophone au Cameroun, Pinyin a été le théâtre d'une importante prise d'otages, dont la libération par l'armée s'est soldée par sept militaires blessés, trois otages tués et une trentaine de séparatistes tués.